# Protocollo di Hebron
Il protocollo di Hebron o accordo di Hebron, fu un accordo relativo alla ridistribuzione delle forze militari israeliane a Hebron tra Israele e l'OLP.
L'accordo era inerente alla ridistribuzione delle forze militari israeliane a Hebron, in conformità con l'accordo ad interim sulla Cisgiordania e la Striscia di Gaza (l'accordo interinale, o "Oslo II ") del settembre 1995. Il protocollo non è mai stato ratificato da nessuna delle due parti.

## Storia
I lavori di definizione del protocollo cominciarono il 7 gennaio 1997 e furono conclusi tra il 15 gennaio ed il 17 gennaio; ebbero luogo tra Israele, rappresentato dal primo ministro Benjamin Netanyahu, e l'OLP, rappresentata dal suo presidente Yasser Arafat, sotto la supervisione del segretario di Stato statunitense Warren Christopher.